# 酒井忠勝 (左衛門尉系第2世)
酒井 忠勝（さかい ただかつ、生年没年不明）は戦国時代に松平氏に付属した武将、酒井佐衛門尉家第2代当主。父は初祖の氏忠。三河国額田郡井田（現在の愛知県岡崎市井田）の人。徳川四天王酒井忠次の曾祖父にあたる。酒井康忠の父。

## 概要
酒井氏一族は三河国額田郡井田を拠点とし、安祥城に居城する松平氏の譜代家臣であった。忠勝は幼名小五郎、通称を左衛門尉を名乗ったと『藩翰譜』には記す。
同国妙源寺の大永6-7年（1526年-1527年）頃成立と推定の『三州桑子明源寺過去帳』の松平氏家臣奉加帳には「酒井左衛門尉」が銭二百匹（2貫文・家臣で最高額）を寄進しており、國學院大學の研究者・平野明夫によれば、当時は酒井左衛門尉は宗家当主松平清康に属したとされ、これとは別に同国幡豆郡大浜（愛知県碧南市）に隠居した前当主松平信忠（宗家第6代）に属した家臣グループ（酒井与四郎母・榊原孫十郎など）があったとする。
また、三河大樹寺寄進状によれば、享禄4年10月15日（新暦1531年11月23日）付けで田地十二貫目を寄進し、酒井藤七郎忠勝と署名している。また、同年12月（新暦1532年1月）にも同大樹寺文書に藤七郎長勝と見え、同一人物とみられる（中島次太郎『徳川家臣団の研究』pp163、『岡崎市史』）。
大樹寺寄進の事実からも宗家の安祥松平家に仕えたと推測される。
井田城主となり、大樹寺の塔頭で、酒井家三河六代の墓のある回向院の開基とされる。墓所も回向院で、戒名は回向院殿賢勝大居士。